# Karel Loprais
Karel Loprais (Ostrava, 4 marzo 1949 – Nový Jičín, 30 dicembre 2021) è stato un pilota di rally ceco, specializzato nei rally raid, vincitore di sei Rally Dakar (1988, 1994, 1995, 1998, 1999, 2001), categoria camion.

## Biografia
Pilota ufficiale del team Tatra, per i suoi numerosi successi alla Dakar si guadagnò il soprannome di "Monsieur Dakar".
Karel Loprais è morto il 30 dicembre 2021 per complicazioni da Covid-19. 

## Palmarès

### Rally Dakar
| Anno | Categoria | Mezzo | Navigatore / meccanico | Pos. Cat. | Pos. Ass. |
| ---- | --------- | ----- | ---------------------- | --------- | --------- |
| 1987 | Camion    | Tatra | Krpec / Stachu         | 2º        | 28º       |
| 1988 | Camion    | Tatra | Stachura / Mück        | 1º        |           |
| 1992 | Camion    | Tatra | Stachura / Kalina      | 3º        |           |
| 1994 | Camion    | Tatra | Stachura / Kalina      | 1º        |           |
| 1995 | Camion    | Tatra | Stachura / Tomeček     | 1º        |           |
| 1996 | Camion    | Tatra | Stachura / Tomeček     | 2º        |           |
| 1998 | Camion    | Tatra | Stachura / Čermák      | 1º        |           |
| 1999 | Camion    | Tatra | Stachura / Kalina      | 1º        |           |
| 2000 | Camion    | Tatra | Stachura / Gilar       | 2º        |           |
| 2001 | Camion    | Tatra | Hamerla / Kalina       | 1º        |           |
| 2002 | Camion    | Tatra | Hamerla / Kalina       | 2º        |           |